# Kono Subarashii Sekai ni Shukufuku o!
Kono Subarashii Sekai ni Shukufuku o! (jap. この素晴らしい世界に祝福を！, dt. etwa: „Ein Segen für diese wunderbare Welt!“), kurz Konosuba (このすば), ist eine japanische Romanreihe von Natsume Akatsuki, die auch als Manga und Anime-Serie adaptiert wurde.

## Inhalt
Als der Hikikomori Kazuma Satō (佐藤 和真) nach langer Zeit mal wieder das Haus verlässt, rettet er ein Mädchen davor überfahren zu werden, kommt jedoch dabei um. Im Jenseits trifft er die Göttin des Wassers Aqua (アクア, Akua), die sich wegen seiner Todesumstände vor Lachen nicht mehr einkriegt: sein Rettungsversuch war sowohl unnütz, da das Fahrzeug nur ein im Schritttempo fahrender und daher harmloser Traktor war, als auch peinlich, da er tatsächlich an akutem Stress starb im Glauben, überfahren worden zu sein. Sie bietet ihm an in einer MMORPG-ähnlichen Welt wiedergeboren zu werden, um dort den Dämonenkönig zu besiegen, wobei ihm ein beliebiger göttlicher Gegenstand oder Fähigkeit gewährt würde. Aufgrund ihrer vorherigen Provokation entscheidet sich Kazuma, Aqua gegen ihren Willen mitzunehmen, die gezwungen ist mit ihm eine Rollenspiel-Party zu bilden, da sie erst zurückkehren darf, wenn Kazumas Aufgabe erledigt ist.
Aufgrund seiner nur durchschnittlichen Attribute, ausgenommen seiner überdurchschnittlichen Intelligenz und maximalen Glücks, das jedoch für Abenteuer eher unwichtig ist, erhält er die niedrigste Klasse als normaler Abenteurer. Aqua hat als Göttin dahingegen maximale Attribute, weswegen sie die Klasse einer Erzpriesterin erhält, hat jedoch nur minimales Glück und unterdurchschnittliche Intelligenz, was sich darin zeigt, dass sie alle ihre Skillpunkte in Partytricks investiert. Sie besitzt jedoch noch ihre göttlichen Wasser- und Heilzauber. Später gesellt sich noch die Erzzauberin Megumin (めぐみん) hinzu, die von einem Volk von chūnibyō – Jugendliche mit der Wahnvorstellung etwas besonderes zu sein und theatralischer Sprechweise – stammt, die sich weigert, etwas anderes als einen Explosionszauber zu lernen. Als Damage Dealer der Party ist sie jedoch nur bedingt nützlich, da sie diesen einzigen Zauber aufgrund dessen Stärke und ihres niedrigen Levels nur einmal am Tag wirken kann, der sie zudem auch bewegungsunfähig werden lässt. Das letzte Mitglied ist die Kreuzritterin Darkness (ダクネス, Dakunesu), eine ultimative Masochistin, da sie davon träumt von Monstern misshandelt zu werden, weswegen sie alle Skillpunkte in Verteidigung investiert, damit sie länger angegriffen werden kann. Dafür besitzt sie keinerlei Offensive, was sie zum Tank der Gruppe macht.
Mit dieser denkbar schlechtesten Rollenspiel-Party konfrontiert gibt Kazuma relativ schnell das Ziel auf, den Dämonenkönig zu besiegen, und versucht ein normales Leben zu führen, was jedoch immer wieder von seinen unfreiwilligen Zusammentreffen mit den Generälen des Dämonenkönigs durchkreuzt wird.

## Veröffentlichung
Natsume Akatsuki veröffentlichte das Werk unter dem Pseudonym Jitaku Keibihei (自宅警備兵, „Hauswächter“) – eine Eigenbezeichnung von Hikikomori – zuerst auf der Website Shōsetsuka ni narō (小説家になろう, „Werde Romanautor“). Zwischen dem 20. Dezember 2012 bis zu ihrem Abschluss 21. Oktober 2013 entstanden so 120 Kapitel in fünf Bänden.
2013 wurde der Verlag Kadokawa Shoten auf ihn aufmerksam, der ihm anbot den Roman professionell unter deren Light-Novel-Imprint Kadokawa Sneaker Bunko zu verlegen. Die Illustrationen zu dieser Light-Novel-Reihe stammen dabei von Kurone Mishima. Bis März 2016 verkaufte sich die Light Novel 1,5 Millionen Mal, hauptsächlich angetrieben durch die Anime-Ausstrahlung die zu einer Verdreifachung der Auflage führte.
Die Light Novel ist mit 17 Bänden abgeschlossen, deren Titel auf andere Fantasy-Manga anspielen:
| #  | Titel                                                       | VÖ-Datum      | ISBN                                           | Titelanspielung              |
| -- | ----------------------------------------------------------- | ------------- | ---------------------------------------------- | ---------------------------- |
| 1  | Aa, Damegami-sama あぁ、駄女神さま                          | 1. Okt. 2013  | ISBN 978-4-04-101020-4.                        | Aa, Megami-sama              |
| 2  | Chūnibyō demo Majo ga Shitai! 中二病でも魔女がしたい!       | 1. Dez. 2013  | ISBN 978-4-04-101110-2.                        | Chūnibyō Demo Koi ga Shitai! |
| 3  | Yondemasu yo, Darkness-san. よんでますよ、ダクネスさん。    | 28. Feb. 2014 | ISBN 978-4-04-101242-0.                        | Yondemasu yo, Azazel-san.    |
| 4  | Namakura Quartet 鈍ら四重奏 〜ナマクラカルテット〜          | 26. Apr. 2014 | ISBN 978-4-04-101570-4.                        | Yozakura Quartet             |
| 5  | Bakuretsu Kōmazoku ni Let’s & Go!! 爆裂紅魔にレッツ＆ゴー!! | 30. Aug. 2014 | ISBN 978-4-04-101571-1.                        | Bakusō Kyōdai Let’s & Go!!   |
| 6  | Rokka no Ōjo 六花の王女                                     | 28. Feb. 2015 | ISBN 978-4-04-102267-2.                        | Rokka no Yūsha               |
| 7  | Okusenman no Hanayome 億千万の花嫁                          | 1. Sep. 2015  | ISBN 978-4-04-103539-9.                        | Seto no Hanayome             |
| 8  | Axis Kyōdan vs Eris Kyōdan アクシズ教団VSエリス教団         | 1. Jan. 2016  | ISBN 978-4-04-103540-5.                        |                              |
| 9  | Kurenai no Shukumei 紅の宿命                                | 24. Juni 2016 | ISBN 978-4-04-103953-3 (limitiert mit Blu-ray) |                              |
| 9  | Kurenai no Shukumei 紅の宿命                                | 1. Juli 2016  | ISBN 978-4-04-103954-0 (normal)                |                              |
| 10 | Gamble Scramble! ギャンブル・スクランブル!                  | 1. Nov. 2016  | ISBN 978-4-04-104992-1.                        | Mardock Scramble             |
| 11 | Dai Mahoutsukai no Imouto 大魔法使いの妹                    | 1. Mai 2017   | ISBN 978-4-04-104993-8.                        |                              |
| 12 | Onna Kishi no Rarabai 女騎士のララバイ                      | 24. Juli 2017 | ISBN 978-4-04-105005-7.                        |                              |
| 13 | Ritchī e no Chōsen-jō リッチーへの挑戦状                    | 1. Dez. 2017  | ISBN 978-4-04-106109-1.                        |                              |
| 14 | Kouma no Shiren 紅魔の試練                                  | 1. Juli 2018  | ISBN 978-4-04-106111-4.                        |                              |
| 15 | Jakyō Shindorōmu 邪教シンドローム                           | 1. Nov. 2018  | ISBN 978-4-04-107554-8.                        |                              |
| 16 | Dassō Megami, Gō Hōmu! 脱走女神、ゴーホーム！               | 1. Aug. 2019  | ISBN 978-4-04-108520-2.                        |                              |
| 17 | Kono Bōkenshatachi ni Shukufuku o! この冒険者たちに祝福を！ | 1. Mai 2020   | ISBN 978-4-04-109543-0.                        |                              |

Zum Roman entstanden auch drei Spin-offs, die auf der Website von Kadokawa Sneaker Bunko erschienen:
Kono Subarashii Sekai ni Bakuen o! (この素晴らしい世界に爆焔を!, „Explosionen für diese wunderbare Welt!“) handelt von Megumin als Protagonistin, sowie deren Rivalin und bester Freundin Yunyun. Die 12 Kapitel erschienen zuerst zwischen 25. Oktober 2013 und dem 27. Oktober 2014 und dann in drei Buchbänden:
| # | Titel                                           | VÖ-Datum     | ISBN                                                         |
| - | ----------------------------------------------- | ------------ | ------------------------------------------------------------ |
| 1 | Megumin no Turn めぐみんのターン                | 1. Juli 2014 | ISBN 978-4-04-101866-8.                                      |
| 2 | Yunyun no Turn ゆんゆんのターン                 | 1. Dez. 2014 | ISBN 978-4-04-102438-6.                                      |
| 3 | Futari wa Saikyō! no Turn ふたりは最強!のターン | 1. Juni 2015 | ISBN 978-4-04-103100-1 ISBN 978-4-04-103101-8 (mit Hörspiel) |

Kono Kamen no Akuma ni Sōdan o! (この仮面の悪魔に相談を!, „Konsultationen für diesen Maskendämon!“) handelt von den Generälen des Dämonenkönigs Wiz und Vanir und erschien in vier Kapiteln zwischen dem 25. September und dem 25. Dezember 2015. Der Buchband soll am 1. April 2016 veröffentlicht werden.
Zoku, Kono Subarashii Sekai ni Bakuen o! (続・この素晴らしい世界に爆焔を！,"Fortsetzung,Explosionen für diese wunderbare Welt!) ist eine Fortsetzung von Kono Subarashii Sekai ni Bakuen o! (この素晴らしい世界に爆焔を!) .Veröffentlicht ab Dezember 2016. Folgende Bände sind bisher erschienen:
| # | Titel                                           | VÖ-Datum      | ISBN                    |
| - | ----------------------------------------------- | ------------- | ----------------------- |
| 1 | Warera, Megumin Touzokudan 我ら、めぐみん盗賊団 | 28. Dez. 2016 | ISBN 978-4-04-104991-4. |
| 2 | Wagamama Basutaazu わがままバスターズ           | 1. März 2019  | ISBN 978-4-04-107555-5. |

Kono Subarashii Sekai ni Shukufuku wo! Extra – Ano Orokamono ni mo Kyakkou wo!,"Extra – Aufmerksamkeit auch für diesen Narren". Die Story dreht sich um Dust und findet während Light Novel Band 1–4 statt. Folgende Bände sind bisher erschienen:
| # | Titel                                                 | VÖ-Datum     | ISBN                    |
| - | ----------------------------------------------------- | ------------ | ----------------------- |
| 1 | Subarashiki kana, Mei Wakiyaku 素晴らしきかな、名脇役 | 1. Aug. 2017 | ISBN 978-4-04-105816-9. |
| 2 | Wagamama Basutaazu わがままバスターズ                 | 1. Dez. 2017 | ISBN 978-4-04-105817-6. |
| 3 | Yumemiru Hime ni Hoshizora o 夢見る姫に星空を         | 1. Juli 2018 | ISBN 978-4-04-106522-8. |
| 4 | Jōhai mu Masaru no Gyanburā 常敗無勝のギャンブラー    | 1. Nov. 2018 | ISBN 978-4-04-106523-5. |
| 5 | Shiroki Ryuu tono Meiyaku 白き竜との盟約              | 1. Aug. 2019 | ISBN 978-4-04-108250-8. |
| 6 | Kishi no Chikai o Anata ni 騎士の誓いをあなたに       | 1. Jan. 2020 | ISBN 978-4-04-108251-5. |
| 7 | Ryū ni Aisa Rreshi Gusha 竜に愛されし愚者             | 1. Mai 2020  | ISBN 978-4-04-108252-2. |

## Adaptionen

### Manga
Ein von Masahito Watari gezeichneter Manga erscheint seit dem 9. September 2014 (Ausgabe 10/2014) in Fujimi Shobōs Manga-Magazin Dragon Age. Bisher (Stand: März 2016) wurden die Einzelkapitel in drei Sammelbänden (Tankōbon) zusammengefasst:
1. ISBN 978-4-04-070539-2, 9. April 2015
2. ISBN 978-4-04-070782-2, 5. Dezember 2015
3. ISBN 978-4-04-070834-8, 9. März 2016

### Hörspiel
Am 1. März 2015 erschien bei Hobirecords das Hörspiel Kono Subarashii Sekai ni Bakuen o! Kono Manatsu no Umi ni Sōran o! (この素晴らしい世界に爆焔を! この真夏の海に騒乱を!). Dieses wurde am 1. Juni 2015 erneut veröffentlicht und lag auch der limitierten Fassung des Abschlussbandes der Light Novel Kono Subarashii Sekai ni Bakuen o! bei.

### Anime
Studio Deen adaptierte die Light Novel als Anime-Serie unter der Regie von Takaomi Takasaki, assistiert von Shunji Yoshida. Das Character Design stammt von Kōichi Kikuta. Die Ausstrahlung der 10 Folgen erfolgte vom 14. Januar bis 17. März 2016 nach Mitternacht (und damit am vorigen Fernsehtag) auf Tokyo MX, sowie mit bis zu einer Woche Versatz auch auf Sun TV, TVQ Kyūshū Hōsō, Chiba TV, TV Kanagawa, TV Saitama, Gifu Hōsō, Mie TV Hōsō, BS11 und TV Asahi Channel 1. Die Blu-rays und DVDs sollen ab dem 25. März 2016 erscheinen und enthalten als Extra ein Computerspiel.
Eine zweite Staffel startete am 12. Januar 2017 nach Mitternacht auf Tokyo MX, sowie mit Versatz auch auf Sun TV, TVQ Kyūshū Hōsō, Gifu Hōsō, Mie TV, Chiba TV, TV Kanagawa, TV Saitama und BS11.
Crunchyroll streamt die Serie unter dem Titel KONOSUBA – God’s blessing on this wonderful world! als Simulcast zur japanischen Ausstrahlung mit englischen Untertiteln weltweit ausgenommen Asien, Australien, Neuseeland, sowie Westeuropa.
Der deutsche Free-TV-Spartensender ProSieben Maxx zeigte die ersten beiden Staffeln der Serie unter dem Titel Konosuba zwischen dem 17. Juli 2020 und dem 16. August 2020 in sein Anime-Programm. Aus Jugendschutzgründen konnten drei Folgen nur im Abendprogramm gezeigt werden.
Am 18. Juli 2021 wurde bekanntgegeben, dass sich ein neues Anime-Projekt in Produktion befindet.

#### Musik
Die Musik zur Serie stammt von Masato Kōda. Der Vorspanntitel der ersten Staffel fantastic dreamer wurde von Machico gesungen und erschien am 27. Januar 2016 als Single. In der zweiten Staffel wurde als Vorspanntitel Tomorrow ebenfalls von Machico verwendet. Die Abspanntitel Chiisana Bōkensha (ちいさな冒険者, „kleine Abenteurer“) bzw. in der zweiten Staffel Ouchi ni Kaeritai (おうちに帰りたい) wurden von Sora Amamiya, Rie Takahashi und Ai Kayano unter ihren Rollennamen gesungen.

### Synchronisation
| Rolle        | Japanischer Sprecher (Seiyū) | Japanischer Sprecher (Seiyū) | Deutscher Sprecher |
| Rolle        | Hörspiel                     | Anime                        | Anime              |
| ------------ | ---------------------------- | ---------------------------- | ------------------ |
| Kazuma Satō  | Ryōta Ōsaka                  | Jun Fukushima                | David Turba        |
| Aqua         | Kaori Fukuhara               | Sora Amamiya                 | Daniela Molina     |
| Megumin      | Maaya Uchida                 | Rie Takahashi                | Lea Kalbhenn       |
| Darkness     | Marina Inoue                 | Ai Kayano                    | Marieke Oeffinger  |
| Chris (Eris) | —                            | Ayaka Suwa                   | Marie Hinze        |
| Wiz          | Saori Hayami                 | Yui Horie                    | Nicole Hannak      |
| Yunyun       | Kana Hanazawa                | Aki Toyosaki                 | Rieke Werner       |